# 24 Bateria Artylerii Przeciwlotniczej Motorowa Typ A
Bateria Motorowa Artylerii Przeciwlotniczej Typ A Nr 24 – pododdział artylerii przeciwlotniczej Wojska Polskiego II RP.
Bateria nie występowała w organizacji pokojowej wojska. Została zmobilizowana, zgodnie z planem mobilizacyjnym "W", w dniach 24-25 sierpnia 1939 roku w garnizonie Kraków przez 5 Dywizjon Artylerii Przeciwlotniczej, jako organiczna jednostka artylerii 24 Dywizji Piechoty. Pododdział uzbrojony był w cztery 40 mm armaty przeciwlotnicze wzór 1936.
Organizacja i obsada personalna baterii
- dowódca – kpt. Józef Jan Kopeć
- oficer zwiadowczy – ogn. pchor. Zenon Klemensowicz
- dowódca 1 plutonu - por. rez. Władysław Porzycki
- dowódca 2 plutonu – ppor. rez. Jan Lipus
- dowódca 3 plutonu – ppor. Jerzy Stanisław Baczewski
- dowódca 4 plutonu – kpr. pchor. rez. Joachim Jan Wodarz
- szef baterii – NN